# 사피야 알 바흐라니
사피야 알 바흐라니(1986년 출생)는 오만의 예술가, 영상 설계자, 장애인권활동가, 그리고 동기부여 연설가이다.

## 초기 생애 그리고 교육
많은 신체적 장애들을 가지고 태어났는데 — 그것들은 짧은 앞쪽 팔, 양손 없음, 기형의 왼쪽 무릎, 그리고 짧은 오른쪽 다리 밑부분이며 — 사바 알 바흐라니라는 편모에 의해 세 살에 사피야는 입양되었다. 사바 알 바흐라니는 지역보건교육자로 미국에서 훈련받았고 당시에 장애아에 대해 부모를 교육시키는 사업으로 오만의 보건부에서 일하고 있었다.
사바는 그녀와 함께 미국으로 사피야를 데려갔는데그때는 그녀가 그녀의 학업을 지속하기 위해 갔을 때였다. 미국에서, 사피야 알 바흐라니는 집중 언어치료를 받았다. 그녀는 아이일 때 언어 장애를 가지고 있었고 그리고 그녀가 검사를 받았을 때 한쪽 귀가 완전히 안 들리고, 또한 설소대 단축증이 발견되었다. 알 바흐라니는 또한 그녀가 인공물을 착용하기 더 쉽도록 하기 위해 수술을 받았다.
학창시절에, 사피야는 예술에서 뛰어났다. 그녀가 아이였을 때 이후로 그녀는 그림을 그려왔지만, 그녀가 전문적 예술가가 되기 원한다고 그녀가 깨달은 것은 그녀가 14살 때였다. 무스카트의 미국국제학교를 졸업한 후에, 그녀는 계속해서 영상 설계를 공부했다. 2007년에 요르단으로 그녀가 이사했을 때, 그녀의 학문에의 흥미를 애니메이션으로 그녀는 바꾸어서 선택했지만, 그녀는 계속해서 그림을 그려서 2010년 2월에 그녀가 모아왔던 38점의 그림으로 요르단에서 그녀의 첫번째 단독 전시회를 열었다.

## 경력
알 바흐라니는 오만으로 돌아가서 일자리를 찾고 있었는데 그때 그녀는 한명의 오만의 패션 디자이너를 만났다. 함께 그들은 40점의 그림들과 20벌의 의상들에 대한 전시회를 개최했는데 그것은 왕의 연례 연설의 주제에 대해 다루었다. 디자인들의 유성물감의 그리고 아크릴의 그림그리기를 하는 것은 충분히 창조적이지 않다고 그녀는 느꼈는데; 바느질과 전통적인 오만의 태슬[장식]로 그녀는 그림을 장식했다. 이 전시회는 2011년 3월에 열렸다.
그녀의 두번째 단독 전시회, ‘성장 여행’은 무스카트 은행에서 2012년 11월에 열렸고 70점 이상의 그림을 포함했다. 2016년에 그녀는 단독 전시회를 프랑코-오마네 센터에서 열었는데 ‘과거회상’이라는 이름의 전시회였다. 알 바흐라니는 그녀 자신의 전시회장을 열었는데 그것은 장신구 디자이너, 해너 알 라와티와 협업하여 만들어진 작품으로 시작되었다. 2018년에 알 무즈 무스카트의 환경적으로 책임을 지는 이동 차량들에 대한, 시각적 디자인을 그리고 상표를 만들기 위해 알 바흐라니가 선택되었다.

### 강연자
창조적 예술가가 그리고 장애인이 되는 것이라는 주제에 대해 여러번 알 바흐라니는 강연해왔다. 그녀의 첫번째 테드 엑스 강연, “선택된 사람: 사바 알 바흐라니 그리고 사피야 알 바흐라니”가 2013년 11월에 테드 엑스 무스카트에서 있었다. 이 강연에서, 그녀와 그녀의 어머니는 그들이 겪어왔던 상황들에 대해 그리고 모두가 고유한 목적을 가진다고 그들이 느끼는 이유에 대해 말했다. 그녀의 다음 테드 엑스 강연, “도전이 당신의 무기다”가 2014년 1월에 테드 엑스 르 로제 국제학교에서 있었다.
1. ↑  “A woman of substance inspires Omanis”. 《gulfnews.com》 (영어). 2019년 12월 13일에 확인함.
2. ↑   (영어) |제목=이(가) 없거나 비었음 (도움말)
3. 1 2 3  “Bank Muscat hosts Safiya Al Bahlani's exhibition celebrating life through art”. Times of Oman. 2012년 12월 25일. 2019년 12월 29일에 확인함.
4. 1 2  “Safiya Al Bahlani – GEC 19” (영어). 2019년 12월 13일에 원본 문서에서 보존된 문서. 2019년 12월 13일에 확인함.
5. ↑  Thankappan, Charishma. “Colors of Confidence”. Muscat Daily. 2019년 12월 28일에 원본 문서에서 보존된 문서. 2019년 12월 30일에 확인함.
6. ↑  “Safiya Al Bahlani Launches A New Art Gallery In Muscat”. 《Oman Magazine》. 2018년 11월 19일. 2019년 12월 29일에 확인함.
7. ↑  “Paintings by inspirational artist chosen to brand The Walk Buggies”. Oman Observer. 2018년 9월 4일. 2019년 12월 30일에 확인함.